# سلانگور
سِلانگور معروف به سلانگور دارالاحسان یکی از ۱۳ ایالت کشور مالزی است که بیش از ۴ میلیون جمعیت دارد.

## تاریخ
در قرن پانزدهم سلانگور تحت کنترل تون پراک، بنداهارا (وزیر اعظم) معروف و قدرتمند ملاکا، بود.
با سقوط ملاکا به دست پرتغالی‌ها، بر سر کنترل سلانگور، به خصوص به علت منابع غنی قلع در آن، کشمکش‌هایی شروع شد. در این دوره مهاجران مینانگکابائو که ۱۰۰ سال پیش از آن از سوماترا آمده بودند جای خود را به مهاجران بوگینی از سلبس (سولاوسی کنونی) دادند. اینان به عنوان سربازان مزدور کار می‌کردند و به روند استعمار هلند کمک می‌کردند. تا اواسط قرن هجدهم، بوگینی‌ها سلطانیه‌ای به مرکزیت کوالا سلانگور برپا کردند که تا امروز هم برسر کار است.
قرن نوزدهم شاهد رشد اهمیت اقتصادی قلع بود و این تجار و معدنچیان چینی بسیاری را به این منطقه کشید.
در ۱۸۵۷ دو تاجر چینی وارد شراکت با دو تا از رؤسای سلانگور شدند و معادن قلعی در نزدیکی آمپانگ به پا کردند. از دل همین معادن بود که شهر کوالا لامپور (پایتخت امروزی مالزی) بیرون آمد. موفقیت تجارت قلع و رشد ثروت جوامع چینی به تخاصماتی بین رؤسای سلانگور و معدنچیان کشید. نتیجه جنگ داخلی طولانی مدتی بود که باعث نابودی کوالا لامپور و تخریب صنعت قلع شد.
در ۱۸۷۴ و پس از اتمام جنگ داخلی، بریتانیایی‌ها کار را برای کنترل آغاز کردند. سلطان راضی شد که به تثبیت رزیدنت بریتانیا در کلانگ تن دهد و از این سال تا ۲۵ سال بعد، این ایالت رشد و رفاه بسیاری یافت که بیشتر بر پایه قلع بود. یکی از مشهورترین «رزیدنت بریتانیاهای این ایالت، فرانک سوئتنهام بود که روابط بین سلطان‌ها و رؤسای محلی را بهبود بخشید. او سلطان‌های چهار ایالت (پراک، سلانگور، نگری سمبیلان و پاهانگ) را پای میز مذاکره کشاند و متحد کرد و این اتحاد نهایتاً در ۱۸۹۶ به ایالات فدراتیو مالایی بدل شد.
این فدراسیون از کوالا لومپور اداره می‌شد که تا اوایل قرن بیستم شهری مرفه و بزرگ شده بود. «ایالات فدراتیو مالایی» در ۱۹۴۸ به «فدراسیون مالایا بدل گشت و نهایتاً در ۱۹۶۳ به فدراسیون مالزی تغییر نام یافت. در ۱۹۷۴ کوالالامپور توسط سلطان سلانگور بخشیده شد و به عنوان منطقه فدرال اعلام شد و شهر شاه عالم نقش پایتخت ایالتی را به عهده گرفت. در اواخر دهه ۱۹۹۰ بخش دیگری از ایالت نیز جدا شد و به عنوان پایتخت اجرایی فدرال پوتراجایا، اعلام شد.

## سیاست
سلانگور بخشی از سیستم پادشاهی مشروطهٔ مالزی است و سلطان این ایالت از ۲۰۰۱ تا به حال سلطان شرف‌الدین ادریس شاه بوده است. وزیر اعظم این ایالت در حال حاضر داتوک سری دکتر محد خیر ابن تویو از ائتلاف باریسان ناسیونال است که شغلش دندانپزشکی است.

## جغرافیا
این ایالت بر ساحل غرب مالزی غربی قرار دارد و از شمال به پراک، از شرق به پاهانگ، از جنوب به نگری سمبیلان و از غرب به تنگهٔ ملاکا محدود می‌شود.

سه مرز این ایالت آبی هستند، تنگه ملاکا از غرب، سونگای سپانگ (رودخانه سپانگ) از جنوب و سونگای برنام (رودخانه برنام) از شمال.
منطقهٔ فدرال کوالالامپور، پایتخت مالزی، و همچنین منطقهٔ فدرال پوتراجایا توسط این ایالت محصور شده‌اند.
پسوند عربی نام این استان، «دارالحسان» است.
این ایالت همچنین غنی‌ترین و توسعه‌یافته‌ترین ایالت مالزی است و در ۲۷ اوت ۲۰۰۵ رسماً به عنوان اولین ایالت توسعهٔ یافتهٔ این کشور اعلام شد.
پایتخت سلانگور، شاه عالم است و شهر کلانگ نیز عنوان پایتخت سلطنتی را دارد.
پتالینگ جایا نیز از مهم‌ترین شهرهای این ایالت و کل مالزی است.

## مردم
سلانگور بیش از ۴ میلیون جمعیت دارد و از این رو پرجمعیت‌ترین ایالت کشور مالزی است.
آمار جمعیت در سال ۲۰۰۰ تعداد دقیق ساکنان این استان را ۳٬۹۴۷٬۵۲۷ دانسته بود.
ترکیب قومی سلانگور بر طبق آمار ۱۹۹۵ از این قرار است:
- ۴۴ درصد مالایی
- ۳۵ درصد چینی
- ۱۸ درصد هندی
- ۳ درصد سایرین

## آب و هوا
سلانگور در جاهای کم ارتفاع آب و هوایی استوایی دارد و دمای روزانه بین ۲۱ تا ۲۳ درجه سانتیگراد نوسان دارد. در تمام سال معمولاً باران می‌بارد. آب و هوا در نقاطی مثل تپه فریزر و تپه گنتینگ بسیار خنک تر است و بین ۱۲ تا ۲۲ درجه نوسان می‌کند. بارش باران در این نقاط شدیدتر و طولانی‌تر است. رطوبت متوسط بین ۸۵ تا ۹۰ درصد است.

## شهرهای خواهر خوانده
سلانگور با شهرهای زیر خواهر خوانده است.
| تاریخ | کشور  | شهر خواهر |
| ----- | ----- | --------- |
| ۲۰۱۱  | ایران | قزوین     |